# Vlastimil Holub
Vlastimil Holub (* 19. července 1961) je bývalý český fotbalista, obránce.

## Fotbalová kariéra
V československé lize hrál za SU Teplice v sezóně 1983-1984, po sezóně odešel do Mostu, ale ještě před skončením přestupového termínu se upsal ve druhé nejvyšší soutěži, kde hrál za TJ Vagónka Česká Lípa. V lize nastoupil za Teplice k 11 ligovým utkáním a ve druhé nejvyšší soutěži ke 42 utkáním.

## Ligová bilance
| Ročník                                   | Zápasy | Góly | Klub                  |
| ---------------------------------------- | ------ | ---- | --------------------- |
| Česká národní fotbalová liga 1982/83     | 3      | 0    | TJ Sklo Union Teplice |
| 1. československá fotbalová liga 1983/84 | 11     | 0    | TJ Sklo Union Teplice |
| Česká národní fotbalová liga 1984/85     | 13     | 0    | TJ Vagónka Česká Lípa |
| Česká národní fotbalová liga 1985/86     | 9      | 0    | TJ Vagónka Česká Lípa |
| Česká národní fotbalová liga 1986/87     | 20     | 0    | TJ Vagónka Česká Lípa |
| CELKEM 1. liga                           | 11     | 0    |                       |